# Voghiera
Voghiera és un municipi de 3.926 habitants de la província de Ferrara, dins la regió d'Emília-Romanya. Les seves frazioni són Ducentola, Gualdo, Montesanto i Voghenza. Els comuni limítrofs són Argenta, Ferrara, Masi Torello i Portomaggiore. El nom dels seus habitants és voghieresi.
El seu patró és Sant Antoni, festiu el 13 de juny. El nom del Sindaco (alcalde) és Claudio Fioresi, del partit lista civica, des de les eleccions de 14/06/2004.

## Llocs d'interès
- Delizia di Belriguardo – Residencia dels Este que acull el museu arqueològic local.
- Necròpoli romana a Voghenza.